# Đại Hùng
Chòm sao Đại Hùng 大熊, (tiếng La Tinh: Ursa Major), còn được gọi là Gấu Lớn (Great Bear), là một trong 48 chòm sao Ptolemy và cũng là một trong 88 chòm sao hiện đại, mang hình ảnh Gấu Lớn. Chòm sao này là một trong những chòm sao nổi tiếng nhất, không những bởi độ sáng của các ngôi sao thành viên, mà còn bởi huyền thoại Hy Lạp lý thú về chòm sao này. Trong thiên văn học Trung Quốc gọi 7 ngôi sao sáng nhất này là sao Bắc Đẩu.
Chòm sao Gấu Lớn gồm 7 ngôi sao có độ sáng gần như đồng đều nhau. Trong đó đặc biệt có 2 ngôi sao gọi là sao Chỉ (pointers), vì nối 2 ngôi sao đó và kéo dài, chúng ta sẽ tìm được vị trí của sao Bắc Cực (Polaris). Chòm sao Gấu Lớn không giữ nguyên hình dạng của nó, mà các ngôi sao trong chòm đang di chuyển theo những hướng khác nhau, dù với tốc độ rất chậm.
Chòm sao lớn này có diện tích 1280 độ vuông, nằm trên thiên cầu bắc, chiếm vị trí thứ 3 trong danh sách các chòm sao theo diện tích.
Chòm sao Đại Hùng nằm kề các chòm sao Thiên Long, Lộc Báo, Thiên Miêu, Tiểu Sư, Sư Tử, Hậu Phát, Lạp Khuyển, Mục Phu.

## Tên gọi
|  |

## Thiên thể
Các thiên thể đáng quan tâm
- Sao đôi quang học Mizar, ký hiệu: ζ UMa
- Thiên hà xoắn ốc M 81
- Thiên hà không đều M 82
- Thiên hà xoắn ốc có vạch M 101
- Tinh vân hành tinh Con Cú, ký hiệu: M 97